# Park Koeltoery (metrostation Moskou, Sokolnitsjeskaja-lijn)
Park Koeltoery (Russisch: Парк Культуры) is een metrostation in de Russische hoofdstad Moskou. Het station ligt aan de Sokolnitsjeskaja-lijn, en biedt de mogelijkheid over te stappen op de Koltsevaja-lijn via het gelijknamige station.

## Geschiedenis
De bouw van het station begon in het voorjaar van 1933 als onderdeel van de eerste fase van de metro. Het was van meet af aan duidelijk dat in ongunstige hydrologische omstandigheden gewerkt moest worden. De oever van de Moskva ligt slechts 100 meter van het station en het ondergrondse deel ligt geheel onder de grondwaterspiegel. Naast de slappe grond vormde de ligging van het station onder het Krimplein, de kruising van de Tuinring en de Ostozjenkastraat, een hindernis voor de bouw. De bouw vond plaats volgens de openbouwputmethode, hierbij werden eerst stalen damwanden rond het terrein in de grond geduwd. De bouwput werd geleidelijk ontgraven met een gelijktijdige verlaging van het grondwater. Dit was nodig om het vollopen van de put te voorkomen hetgeen ook schade aan de gebouwen tot gevolg zou hebben. Na het gereed komen van de put werden houten bruggen over de bouwput geplaatst om de hinder voor het wegverkeer te beperken. De bouw van het station duurde elf maanden en vond vooral 's nachts plaats. Hierbij is 100.000 m3 grond afgevoerd en vervangen door 25.000 m3 beton. Het station werd samen met twaalf andere geopend op 15 mei 1935 toen de hoofdlijn tussen Park Koeltoery en Sokolniki en de zijlijn van Ochotny Rjad naar Smolenskaja in gebruik genomen werden. Het station was een van de drie eindpunten van het initiële metronet. Destijds was het het zuidelijke eindpunt van de Froenzenskaja tak en vanaf 1938 van de Kirovskaja-Froenzenskaja lijn. In de plannen waren al vier opstelsporen ten zuiden van het station opgenomen maar deze waren pas in 1937 gereed. Om de treinen toch te kunnen laten keren werd tijdelijk een keerspoor tussen de sporen aan de noordkant van het station gelegd. Sinds de verlenging van de lijn in 1957 verder naar het zuiden is Park Koeltoery geen eindpunt meer. Hoewel tijdens de bouw de naam Krimskaja werd gebruikt werd het station geopend als Tsentralnyi Park Koeltoery i Otdykha imeni Gorkovo, wat verwijst naar Gorkipark aan de overkant van de Moskva. In 1935 was het station het dichtstbijzijnde voor het park. Begin 1950 is het dichter bij het park gelegen  Oktjabrskaja geopend en In 1991 is voorgesteld om Park Koeltoery om te dopen in Ostozjenka. Het station werd aanvankelijk voluit of als afkorting op de plattegronden gemeld, in 1980 toen, in verband met de Olympische Spelen, tweetalige omroepberichten werden ingevoerd, werd de naam op de plattegronden en in de treinen verkort tot Park Koeltoery. Hoewel de verkorte naam inmiddels gangbaar is, is de naam officieel nooit gewijzigd.

## Ontwerp en inrichting

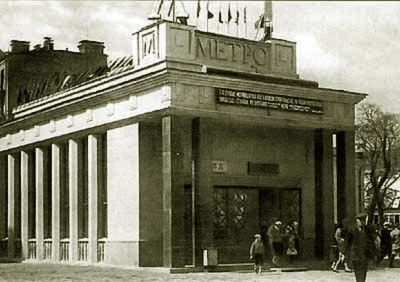
Het oorspronkelijke toegangsgebouw aan het Krimplein
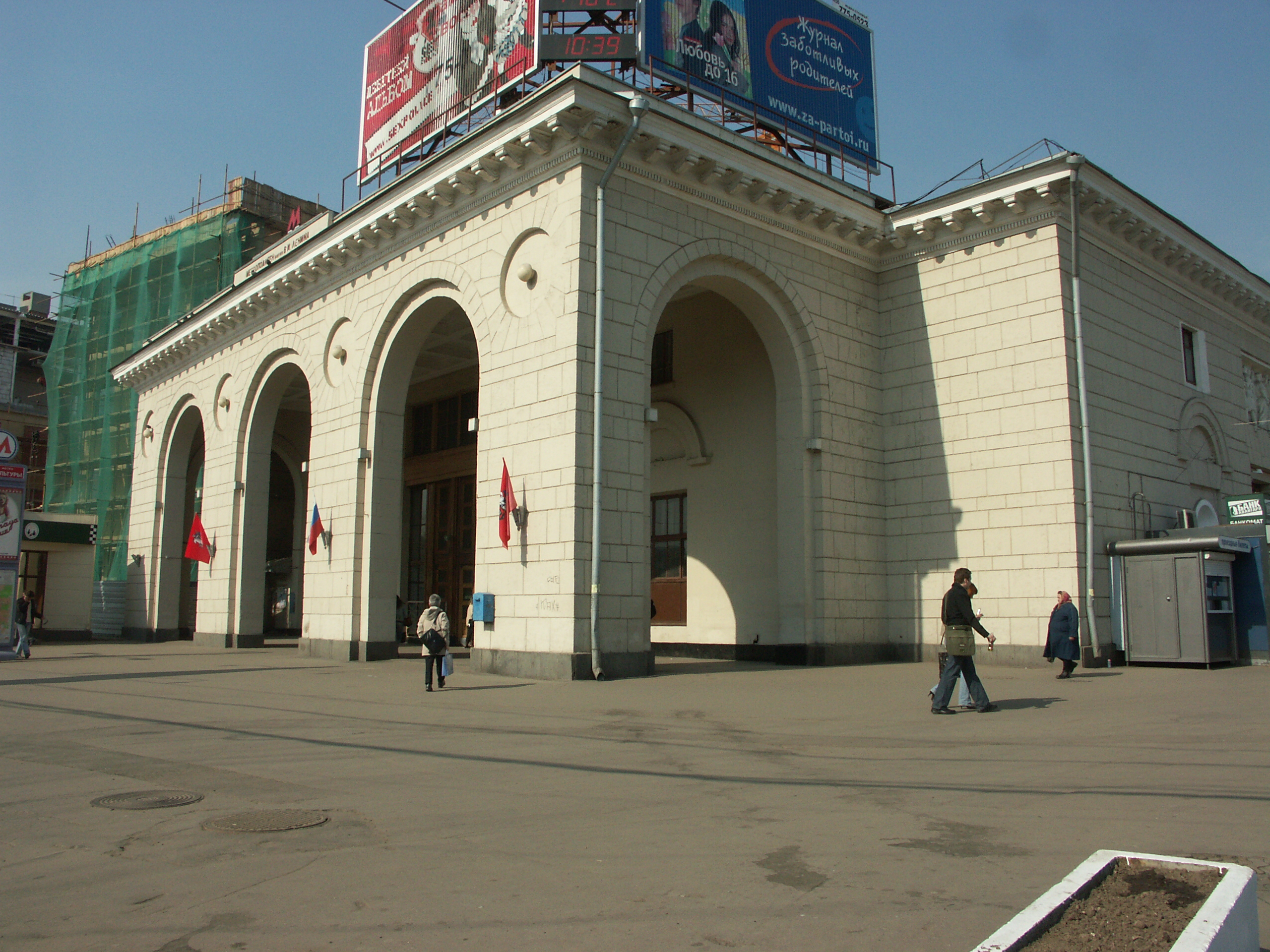
Het gecombineerde toegangsgebouw uit 1949
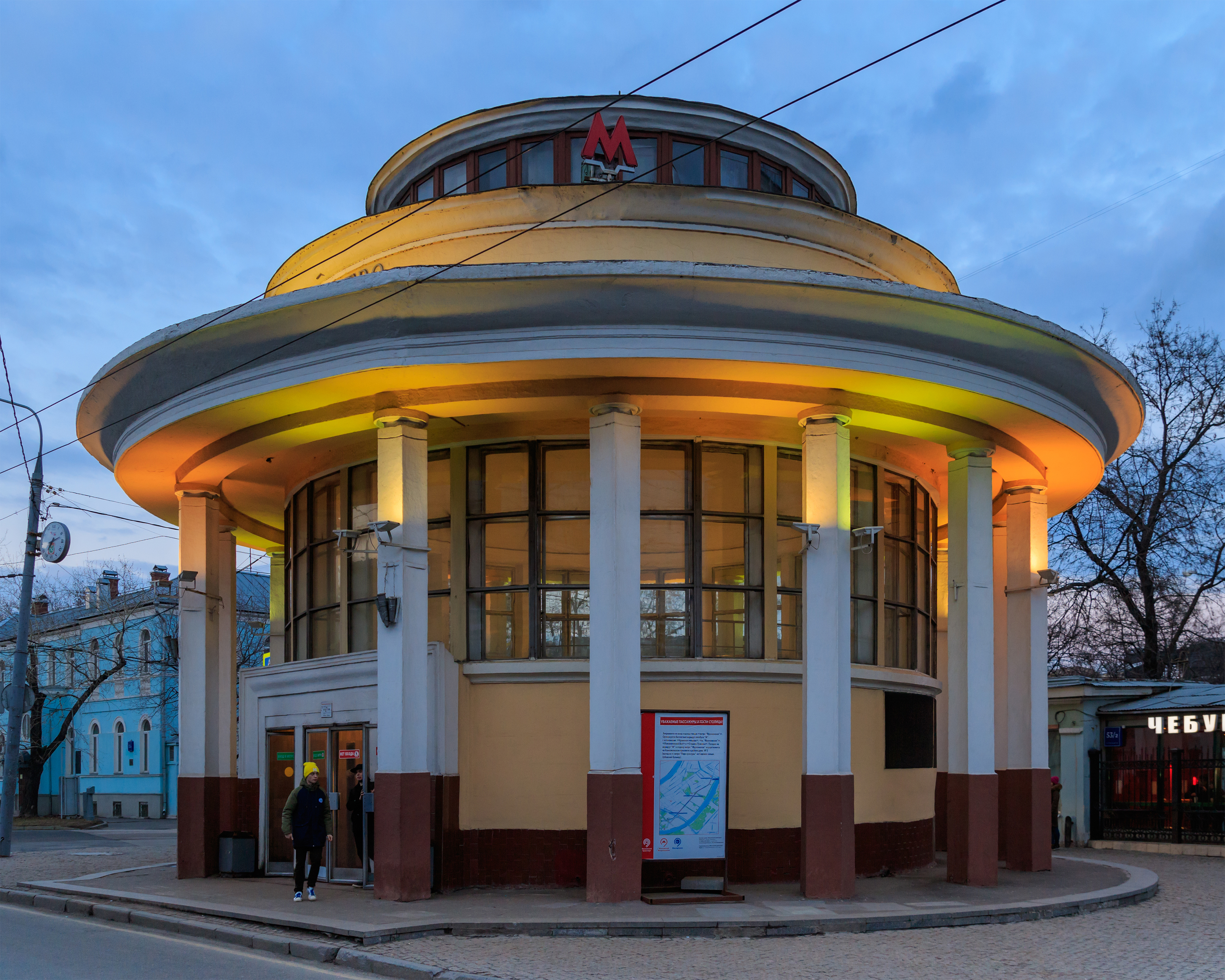
Het noordelijke toegangsgebouw

Het station kent twee toegangsgebouwen, het noordelijke is een rond gebouw van de hand van de architecten N.J. Kolli en S.G. Andrjevski en ligt aan de oostkant van de Ostozjenkastraat. De wand achter de toegangsdeuren is opgesierd met een mozaïek met een afbeelding van Maksim Gorki. Het zuidelijke ligt aan het Krimplein met uitgangen aan de Komsomolskajalaan en de Zoebovskiboulevard.  Het eerste gebouw uit 1935, van de architecten G.T. Kroetikov en V.S. Popov, was opgetrokken in dezelfde stijl als het perron. In 1949 werd een nieuw stationsgebouw opgetrokken voor gemeenschappelijk gebruik met de Koltsevaja-lijn waarvan het eerste deel op 1 januari 1950 werd geopend. Het ondergrondse deel is een ondiep gelegen zuilenstation op 10,5 meter diepte. Voor het ontwerp grepen G.T. Kroetikov en V.S. Popov terug op de blauwdrukken van N.A. Boekova en I.G. Taranov voor het station Sokolniki. Het belangrijkste verschil is dat er warmere kleuren gebruikt zijn. De zuilen staan in twee rijen van 23 met een onderlinge afstand van 7 meter. De zuilen zelf zijn bedekt met geelbruin marmer terwijl de tunnelwanden tussen de zuilen betegeld zijn met witte tegels, ter hoogte van de zuilen is op de tunnelwand rood marmer gebruikt. Aanvankelijk was het perron geasfalteerd, tegenwoordig bestaat de vloer uit zwart graniet. De verlichting is ook vernieuwd, in de jaren 60 van de twintigste eeuw werden de oorspronkelijke kroonluchters tussen de zuilen en de ronde lampen boven de sporen vervangen door tl verlichting. 

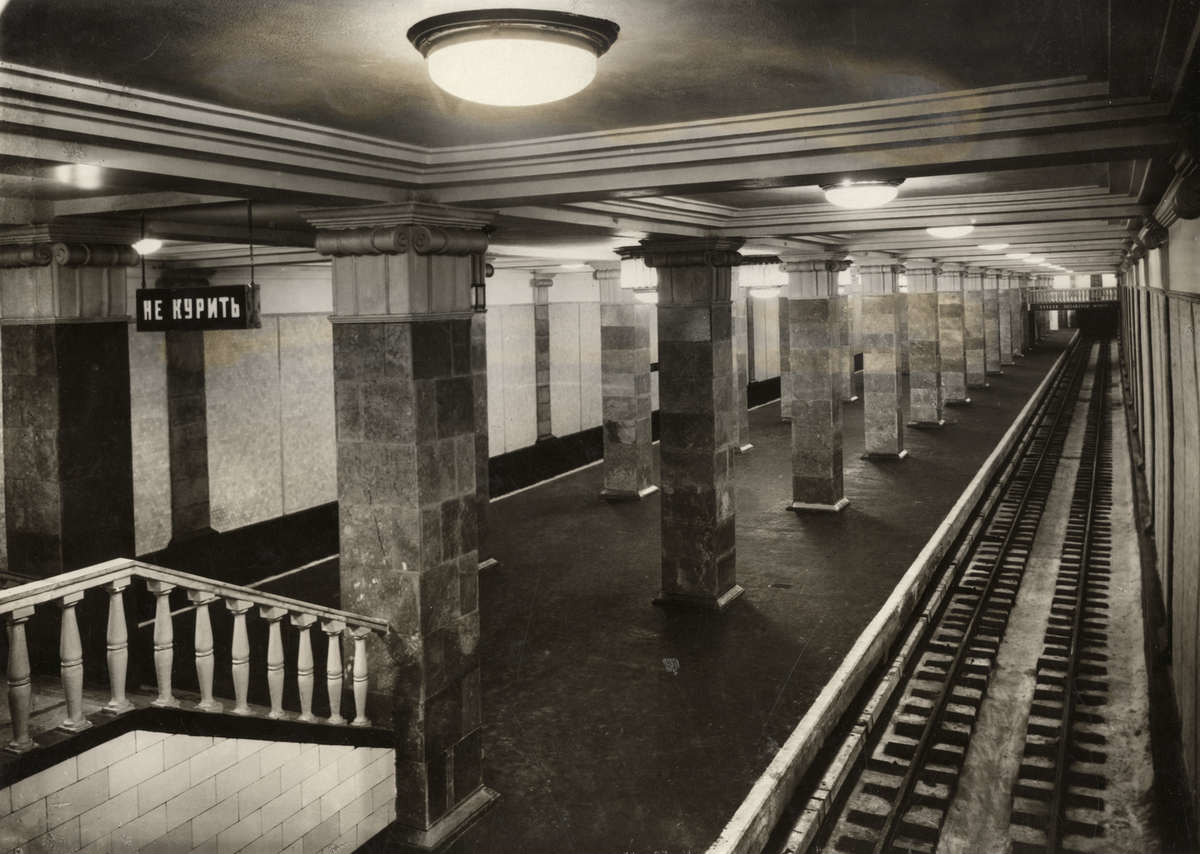
Het station in 1935 met geasfalteerd perron en de oorspronkelijke verlichting
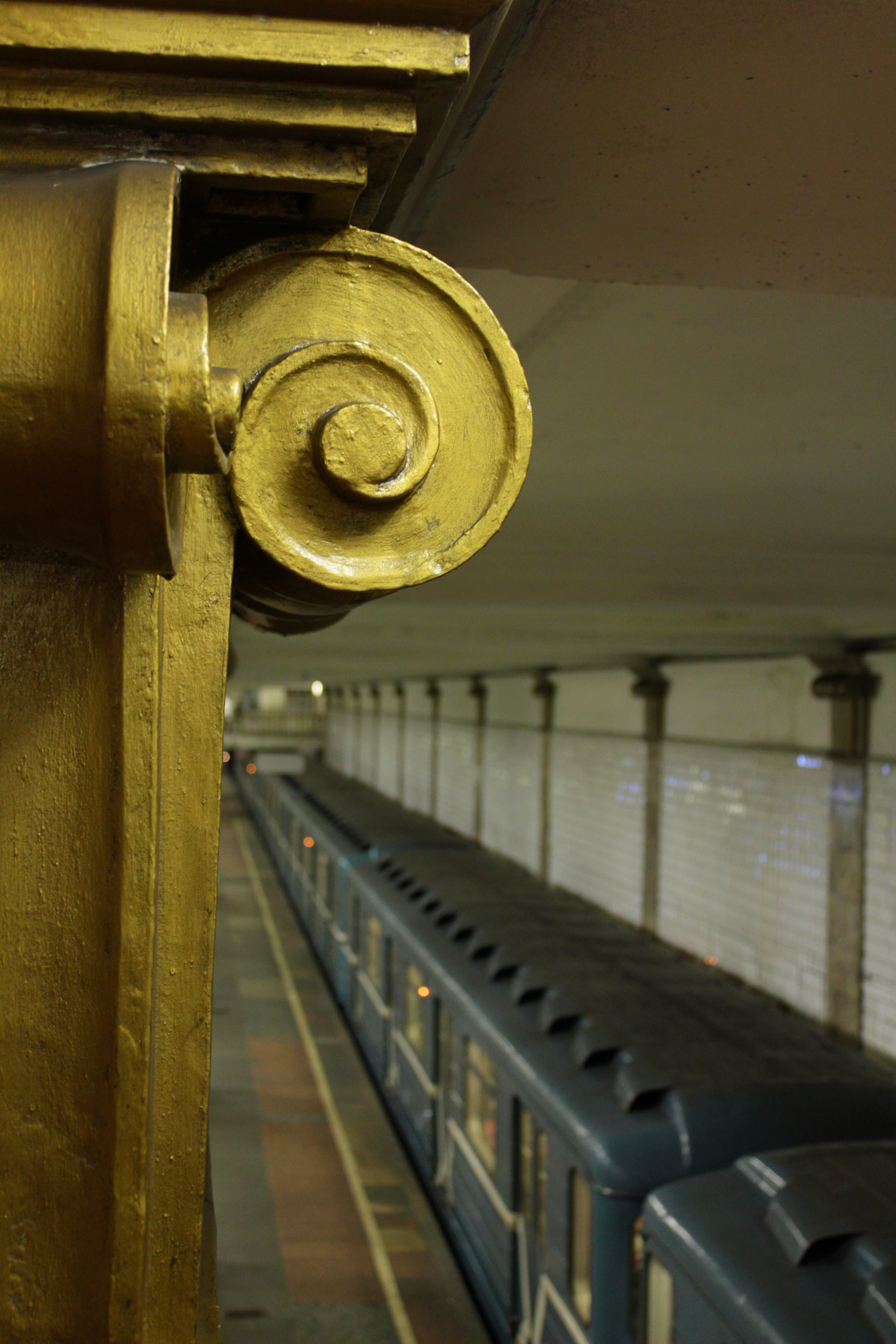
Bovenkant van een van de zuilen
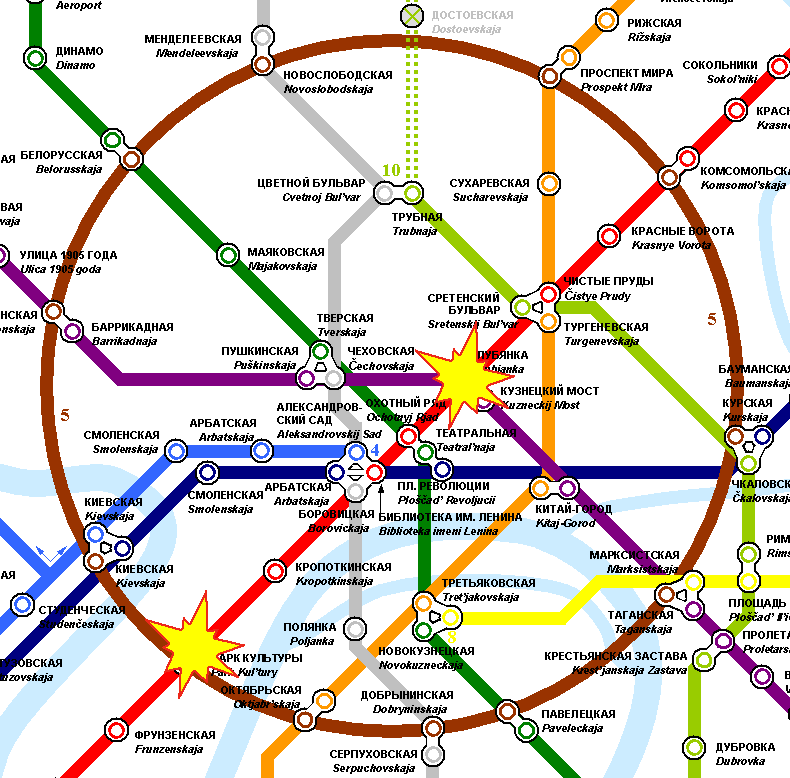
De op 29 maart 2010 getroffen stations

## Reizigersdienst
In maart 2002 werden gemiddeld 9.300 instappers en 10.000 uitstappers per dag geteld. Het zuidelijke toegangsgebouw opent om 5:35 uur en sluit om 1:00 uur. Het noordelijke opent om 6:30 uur en sluit om 22:30 uur. De eerste trein naar het centrum vertrek om 5:52 uur, de eerste trein naar het zuiden om 5:46 uur. Op 29 maart 2010 werd het station om 8:39 uur, net als metrostation Loebjanka ongeveer drie kwartier eerder, getroffen door een bomaanslag uitgevoerd door een zelfmoordterrorist. Hierbij vielen twaalf doden op Park Koeltoery.    